# Junior Star
Junior Star, talentová soutěž pro mladé závodníky, vznikla v roce 2009 ještě pod názvem Formula Star. Po dalším ročníku následovala pětiletá přestávka, kdy se soutěž v roce 2015 na dva roky znovu obnovila pod názvem Race Star a v roce 2016 pod jmenovkou Junior Star. Poslední ročník vyhrál tehdy čtrnáctiletý Petr Semerád.
Projekt si kladl za cíl přivést do motorsportu nové talentované závodníky, kteří v průběhu soutěže podstoupili různé talentové a dovednostní disciplíny. Účastníci absolvovali fyzické a vědomostní testy, rozhovory v českém a anglickém jazyce, jízdy na motokárách a testy v závodním simulátoru. Poté je čekala skutečná jízda se závodními vozy Renault Twingo a Chevrolet Cruze na Autodromu Most, který byl společně s týmem Křenek Motorsport spoluorganizátorem soutěže.
Soutěže se mohla zúčastnit každá osoba ve věku 14–25 let a byla otevřená i pro zahraniční účastníky.

## Přehled vítězů
- 2009 – Jan Skála
- 2010 – Gabriela Jílková
- 2015 – Anže Urbančič, Tomáš Bizub, Martin Lengyel, Boštjan Avbelj
- 2016 – Petr Semerád